# اکالین (کاهتا)
اکالین (به لاتین: Akalın) یک  روستا در بخش کاهتا، استان آدیامان کشور ترکیه است.